# Harmonia vocàlica
L'harmonia vocàlica és un fenomen fonètic, un tipus d'assimilació, que afecta les vocals d'una mateixa paraula per fer-les d'una mateixa qualitat.

## En valencià

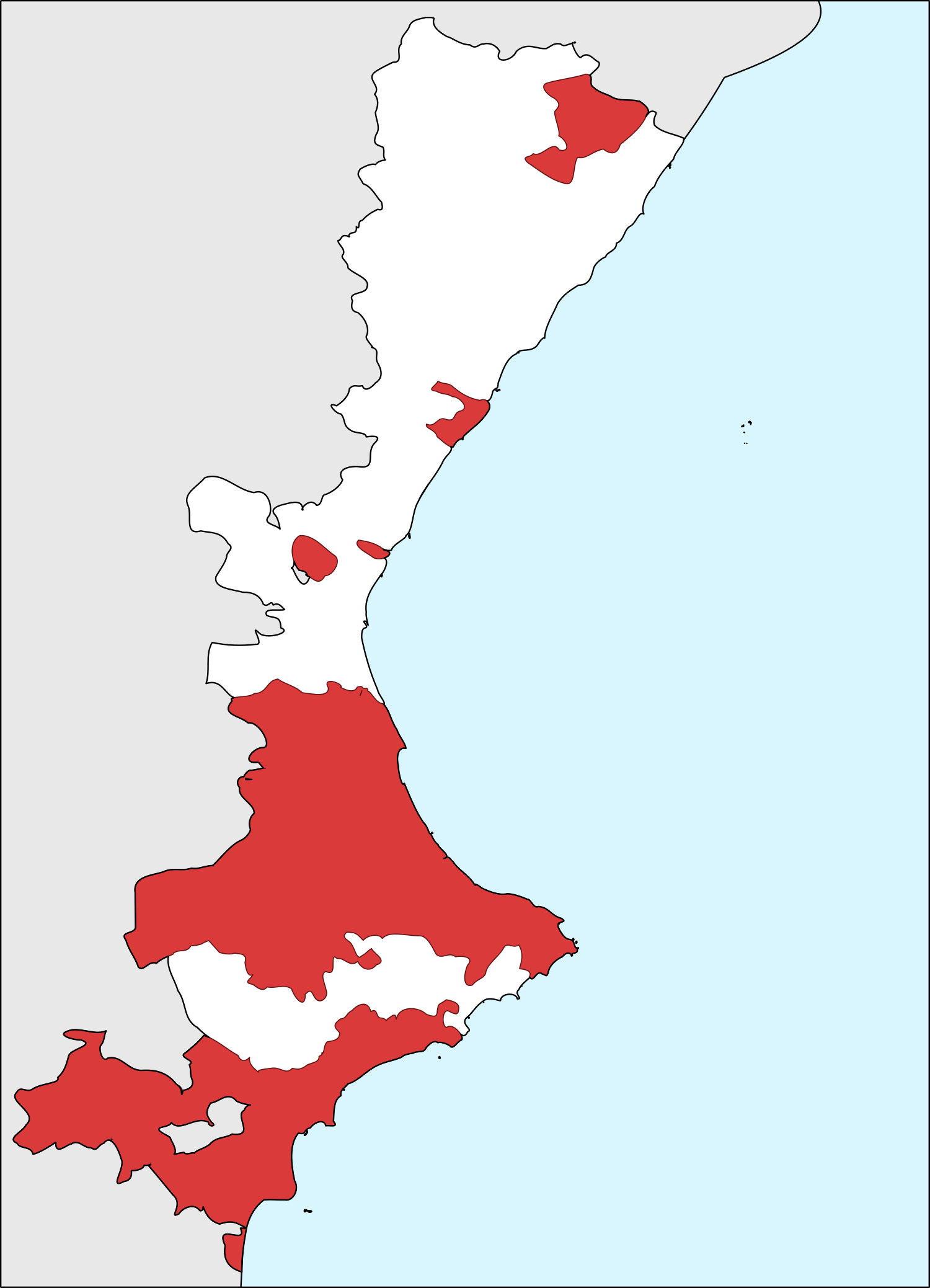
Presència d'harmonia vocàlica al valencià.

En el valencià meridional i alacantí hi ha harmonia vocàlica en paraules amb /ɔ/ o /ɛ/ tòniques que fan variar la qualitat de la vocal /a/ àtona final per aproximar-la a la de la vocal tònica. Per exemple: "olla" que sona ['ɔʎɔ] i "terra" que sona ['tɛrrɛ] en gran part del valencià meridional i alacantí.

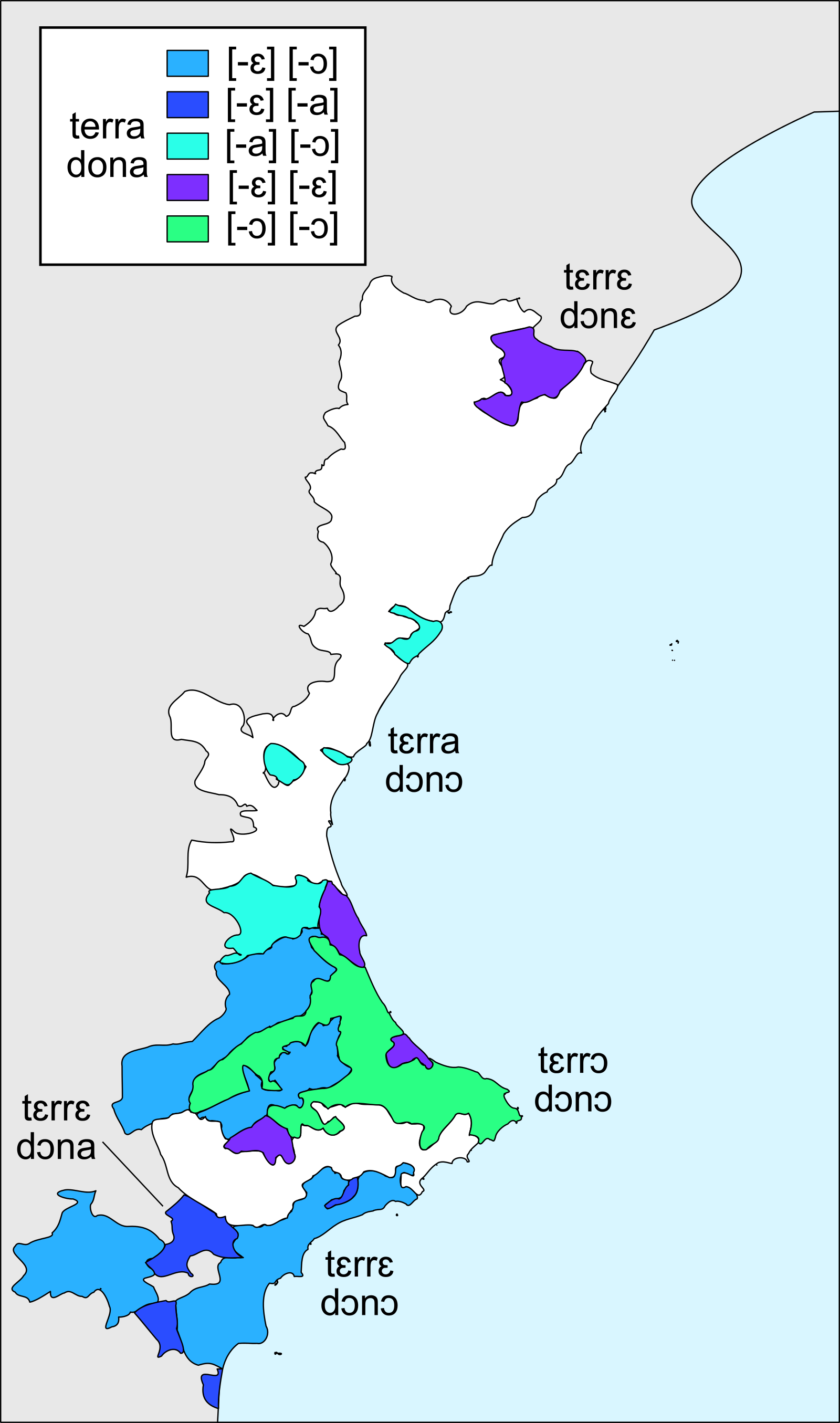
Tipus d'harmonia vocàlica al valencià.

L'harmonia vocàlica també va ajudar a la formació dialectal d'algunes paraules com renyó, jonoll, toixó i redó per ronyó, genoll, teixó i rodó, tot i que aquest fenomen també pot ser que siga producte d'una assimilació. També hi ha harmonia vocàlica en l'evolució històrica del topònim CELSONA a Solsona.

## En altres llengües
En algunes llengües, l'harmonia vocàlica és regla general.
Per exemple, en turc la vocal de la major part de sufixos pot variar segons el tipus de vocals de l'arrel. Una paraula turca només pot contenir o bé vocals anteriors (e, i, ö, ü) o bé vocals posteriors (a, ı, o, u). A més, les vocals altes (i, ı) tendeixen a tornar-se les arrodonides corresponents (ü, u) quan estan precedides d'una vocal arrodonida (o, u, ö, ü). Per això, alguns sufixos gramaticals tenen fins a quatre formes diferents.
Altres llengües amb harmonia vocàlica són la majoria de les llengües uralianes, entre elles el finès i l'hongarès.
En finès en particular, hi ha tres classes de vocals: anteriors (ä, ö, y), posteriors (a, o, u) i neutrals (e, i), on cada vocal anterior en té una de posterior corresponent. Hi ha sufixos gramaticals que només contenen arxifonemes vocàlics (A, O, U) que es realitzen com anteriors o posteriors dins de la mateixa paraula, segons la classe de vocals determinada per la primera síl·laba (si és una vocal anterior o posterior) o següents síl·labes (si la primera vocal era de la classe neutra), altrament la paraula pren sufixos amb vocals anteriors. Exemples: kaksi poikaa ~"dos nens", kaksi tyttöä ~"dues nenes", kaksi miestä ~"dos homes".
Aquesta regla d'harmonia vocàlica també existeix en algunes varietats italianes.